# Conotremopsis weberiana
Conotremopsis weberiana — вид лишайників, що належать до монотипового роду  Conotremopsis.

## Поширення та середовище існування
Знайдений на пагонах в Тасманії.